# Dr. T e as Mulheres
Dr. T & the Women ou Dr. T and the Women (pt: / br: Dr. T e as Mulheres) é um filme de comédia romântica estadunidense e alemão de 2000 dirigido por Robert Altman. Ele apresenta um elenco que inclui Richard Gere como o rico ginecologista Dr. Sullivan Travis ("Dr. T") e Helen Hunt, Farrah Fawcett, Laura Dern, Shelley Long, Tara Reid, Kate Hudson e Liv Tyler como as várias mulheres que abrangem sua vida cotidiana. O filme mostra o relacionamento do ginecologista com as mulheres que o cercam, sua mulher é internada com problema mental, a filha assume a homossexualidade no dia do seu casamento, a cunhada é alcoólatra, as pacientes são histéricas, fúteis e o idolatram, e sua amante independente, o rejeita. O filme foi filmado principalmente em Dallas, Texas, e foi lançado nos cinemas dos EUA em 13 de outubro de 2000. A música do filme foi composta pelo compositor e maestro estadunidense Cliff Eidelman e o cantor de country alternativo Lyle Lovett, que lançou um álbum de sua trilha sonora em setembro de 2000.
Quando exibido pela primeira vez no Festival de Veneza, o filme foi refutado pela crítica. Uma das características mais criticadas foi a visão sobre a sociedade texana, cheia de caricaturas. O filme recebeu críticas mistas dos críticos. O site de agregação de resenhas Rotten Tomatoes deu ao filme uma pontuação de 57%, com base em 107 avaliações - 61 positivas e 46 negativas. Metacritic deu ao filme uma pontuação média de 64/100, com base em 35 comentários. A audiência do CinemaScore deu ao filme um "F".
O crítico Roger Ebert deu ao filme três estrelas, afirmando "você assumir que ele é uma máquina de amor derrubando suas pacientes. Nada poderia estar mais longe da verdade".

## Sinopse
Um renomado ginecologista (Richard Gere), que atende à grande maioria das mulheres da mais alta classe social de Dallas, vive cercado por diversas mulheres durante as 24 horas do dia. Entretanto, sua vida vira de cabeça para baixo quando sua esposa (Farrah Fawcett) resolve ter uma crise de infantilidade e sua filha mais nova (Tara Reid) passa a ter ciúmes da própria irmã (Kate Hudson), em função do casamento dela.

## Elenco
- Richard Gere.... Dr. Sullivan Travis
- Helen Hunt.... Bree Davis
- Farrah Fawcett.... Kate Travis
- Laura Dern.... Peggy
- Shelley Long.... Carolyn
- Kate Hudson.... Dee Dee Travis
- Liv Tyler.... Marilyn
- Tara Reid.... Connie Travis
- Robert Hays.... Harlan
- Matt Malloy.... Bill
- Andy Richter.... Eli
- Lee Grant.... Dr. Harper
- Jani Vorwerk.... Tiffany
- Janine Turner.... Dorothy Chambliss
- Sarah Shahi.... Cheerleader (não creditada)